# Cefal
Cefal, cefal pospolity, łoban, mugil cefal (Mugil cephalus) – ryba z rodziny mugilowatych (Mugilidae).

## Występowanie
Przybrzeżne wody południowej Europy od ujścia Loary po Morze Czarne i Azowskie. Żyje stadnie w morskich wodach przybrzeżnych. Często spotykany w przyujściowych odcinkach rzek.

## Opis
Osiąga długość ciała 60–70 cm i masę 2–4 kg. Ciało wydłużone, lekko bocznie spłaszczone. Otwór gębowy przedni, niewielki. Łuski duże, linia boczna przerywana. Oczy zaopatrzone w dobrze rozwinięte powieki tłuszczowe. Płetwa grzbietowa dwudzielna. Przednia płetwa krótka, z 4 twardymi promieniami, tylna dłuższa tylko z dwoma pierwszymi twardymi promieniami.
Grzbiet szary, ze złotym lub niebieskim połyskiem. Pokrywy skrzelowe ze złotym i srebrnym połyskiem. Wzdłuż boków ciała 9–10 ciemnych smug.

## Rozród
Trze się wiosną w ujściach rzek. Ikra jest zaopatrzona w kroplę tłuszczu, dzięki czemu unosi się w wodzie. Żyje w ławicach, ikrę składa w wodach słodkich.

## Znaczenie gospodarcze
Łoban jest masowo poławiany jako ryba konsumpcyjna, tak przez zawodowych rybaków, jak i przez wędkarzy amatorów.

## W kulturze
W starożytnym Rzymie ryba zwana mugil (lub alternatywnie mugilis), zwykle identyfikowana z tym gatunkiem, była używana jako tradycyjne narzędzie karania złapanych na gorącym uczynku cudzołożników. Kara polegała na związaniu delikwenta i włożeniu mu ryby głową naprzód w odbytnicę. Wybór tego a nie innego gatunku podyktowany był faktem, że płetwa grzbietowa mugila zawiera, jak wspomniano powyżej, cztery bardzo twarde kolce, które układają się wzdłuż jej ciała, gdy ryba przechodzi przez ciasny otwór głową do przodu, ale mają silną tendencję do stawania na sztorc przy ruchu w przeciwnym kierunku. W związku z tym rybę łatwo jest włożyć, natomiast wyciągnięcie jej z powrotem jest trudne i przede wszystkim bolesne.